# Condado de Kershaw
O Condado de Kershaw é um dos 46 condados do Estado americano da Carolina do Sul. A sede do condado é Camden, e sua maior cidade é Camden. O condado possui uma área de 1 917 km² (dos quais 36 km² estão cobertos por água), uma população de 52 647 habitantes, e uma densidade populacional de 28 hab/km² (segundo o censo nacional de 2000). O condado foi fundado em 1798.